# Fiebrigella conicola
Fiebrigella conicola är en tvåvingeart som först beskrevs av Erich Martin Hering 1941.  Fiebrigella conicola ingår i släktet Fiebrigella och familjen fritflugor. Inga underarter finns listade i Catalogue of Life.